# Altinova
Altınova är en stad i Yalova-provinsen, Marmara-regionen, Turkiet. Det är säte för Altınova-distriktet. Dess befolkning är 9 042 (2022). Senior är Yasemin Fazlaca (CHP).

## Geografi
Distriktet ligger i den smalaste delen av Izmitbukten. Distrikts kustdelta bildas av Hersekdeltat som bildas av Yalakdere. 

## Hamnen
Den ökande efterfrågan på nybyggnation, underhåll och reparationer inom sjöfartssektorn resulterade i en sådan ordernivå att den inte kunde mötas. Etableringen av ett nytt varvscentrum i Yalova-provinsen blev oundviklig. Den viktigaste faktorn för att välja Yalova för det nya varvsområdet var dess närhet till industriområden och dess läge på transitvägen till storstäder som Istanbul, Bursa och Kocaeli. Från och med 2007 etablerades fler och fler varv vid Altınovas kust. Från och med 2020-talet finns det över 30 varv. Altınovas varvsområde realiserades som ett projekt av den privata sektorn utan något annat statligt bidrag än tilldelning av utrymme. Ett aktiebolag som grundades 2004 av mer än 40 entreprenörer inom varvsbranschen var avgörande för planeringen, genomförandet och samordningen av investeringarna.